# جورج باول (لاعب كريكت)
جورج باول (12 أبريل 1918 بسيدني في أستراليا - 11 أبريل 1994) (بالإنجليزية: George Powell)‏ هو لاعب كريكت أسترالي.

## وصلات خارجية
- جورج باول (لاعب كريكت) على موقع إي آس بي آن كريك إنفو (الإنجليزية)